# Rhyssalus striatulus
Rhyssalus striatulus är en stekelart som beskrevs av Cameron 1909. Rhyssalus striatulus ingår i släktet Rhyssalus och familjen bracksteklar. Inga underarter finns listade i Catalogue of Life.